# سكاي برودباند
سكاي برودباند أو سكاي النطاق العريض (بالإنجليزية: Sky Broadband) هي خدمة النطاق العريض التي تقدمها Sky UK في المملكة المتحدة. مع طرح Sky Fiber ، يشير سكاي برودباند الآن إلى منتجات ADSL برودباند.

## التاريخ
في أكتوبر 2005، وافقت Sky UK على شراء ISP ايزي نت مقابل 211 مليون جنيه إسترليني. في ذلك الوقت، كانت ايزي نت واحدة من شركتين في المملكة المتحدة قامتا باستثمارات كبيرة في تفكيك التكرار المحلي (LLU)، مما أتاح لشركة Sky إمكانية الوصول إلى 232 مقسم هاتف غير مفكك تم وضع الشركة التي تم شراؤها تحت قسم Sky جديد ، سكاي برودباند. في أكتوبر 2007، وصلت Sky إلى مليون علامة من حيث عدد العملاء، وتزعم أنها تضيف عميلًا جديدًا كل 40 ثانية.. بحلول سبتمبر 2009، كان لديها 2.3 مليون عميل. وبحلول يوليو 2012، وصلت سكاي إلى 4 ملايين عميل ، وكانت البورصات غير المفككة تغطي أكثر من 70٪ من المملكة المتحدة  بحلول يناير 2017، قالت سكاي إن لديها 6.1 مليون عميل.
وافقت Sky في 1 مارس 2013 على شراء خط الهاتف الثابت وأعمال النطاق الترددي العريض لشركة تليفونيكا المملكة المتحدة، والتي يتم تداولها بموجب علامتي O2 و BE . وافقت الشركة على دفع 180 مليون جنيه إسترليني في البداية، تليها 20 مليون جنيه إسترليني أخرى بعد نقل جميع العملاء إلى شبكة النطاق العريض والهاتف الحالية في سكاي. وتم نقل العملاء خلال عام 2014.

## الشبكات
يوفر سكاي برودباند لعملاء Sky سرعات تنزيل تصل إلى 20 ميجابت / ثانية (ADSL2 + من التبادلات الممكّنة من Sky ، عن طريق LLU) وما يصل إلى 76 ميغابت / ثانية من التبادلات التي تم تمكينها لـ FTTC عبر خط أرضي مفتوح.
في يوليو 2006، قدمت Sky أيضًا حزمة مجانية من النطاق العريض والمكالمات لمشتركيها في التلفزيون الرقمي داخل منطقة شبكة سكاي برودباند. هذا يعني أنه يمكن لأي شخص على Sky الحصول على النطاق العريض المجاني (يخضع لحد الاستخدام 2GB / شهر) والمكالمات الهاتفية المسائية وعطلة نهاية الأسبوع المجانية، طالما كان الخط في منطقة شبكة سكاي برودباند.
للعملاء الذين لم يتم تمكين التبادل للخدمات المذكورة أعلاه، تتوفر خدمة الاتصال باستخدام شبكة BT Wholesale ADSL Max.
أطلقت سكاي برودباند في جمهورية أيرلندا في فبراير 2013.

## السرعة
كما هو الحال مع جميع اتصالات DSL ، كلما كانت المسافة بعيدة عن DSLAM (عادةً ما تكون موجودة في تبادل الهاتف) موقع العميل، ستكون سرعة الخط أبطأ. يستخدم Sky DLM (إدارة الخط الديناميكي) على مدار الأيام العشرة الأولى من الاتصال الجديد لتعيين الخط بسرعة مقبولة في اتجاه مجرى النهر والمصب حتى يبقى الاتصال ثابتًا.
يتم توصيل الخطوط مبدئيًا بسرعة 4 ميجابت / ثانية وتزداد تدريجيًا خلال «فترة التدريب» التي تستمر 10 أيام حتى يظهر الخط علامات عدم الاستقرار، مما يسمح لـ Sky بمعرفة السرعة التي يمكن أن يتعامل بها الخط مع استمرار ثباته.

## روابط خارجية
- سكاي برودباند at sky.com
- SkyUser - منتدى سكاي برودباند غير الرسمي - المساعدة في الإعداد والبريد الإلكتروني وما إلى ذلك
- كم عدد عناوين IP الموجودة لدى Sky UK Limited؟ نسخة محفوظة 27 مارس 2019 على موقع واي باك مشين.